# Ottekil
Ottekil är en gård i Björkviks socken, söder om Katrineholm. År 1909 var Ottekil en utgård under Danbyholm arrenderad av greve Gilbert Hamilton..